# Xerotyphlops
Xerotyphlops Hedges, Marion, Lipp, Marin & Vidal, 2014 è un genere di serpenti della famiglia Typhlopidae.

## Tassonomia
Comprende le seguenti specie:
- Xerotyphlops etheridgei (Wallach, 2002)
- Xerotyphlops socotranus  (Boulenger, 1889)
- Xerotyphlops vermicularis (Merrem, 1820)
- Xerotyphlops wilsoni  (Wall, 1908)